# Associazione Sportiva Ambrosiana-Inter 1940-1941
Questa voce raccoglie le informazioni riguardanti l'Associazione Sportiva Ambrosiana-Inter nelle competizioni ufficiali della stagione 1940-1941.

## Stagione
L'Ambrosiana-Inter chiude seconda in classifica dietro al Bologna, in Coppa Italia i nerazzurri escono ai sedicesimi di finale perdendo 2-0 contro la Juventus.

## Rosa
| N. |                      | Ruolo | Calciatore        |
| -- | -------------------- | ----- | ----------------- |
|    | Italia (bandiera)    | P     | Angelo Caimo      |
|    | Italia (bandiera)    | P     | Orlando Sain      |
|    | Italia (bandiera)    | P     | Luigi Sculli      |
|    | Italia (bandiera)    | D     | Camillo Girotti   |
|    | Italia (bandiera)    | D     | Celso Battaia     |
|    | Italia (bandiera)    | D     | Carmelo Buonocore |
|    | Italia (bandiera)    | D     | Bernardo Poli     |
|    | Italia (bandiera)    | D     | Ugo Locatelli     |
|    | Italia (bandiera)    | D     | Duilio Setti      |
|    | Argentina (bandiera) | C     | Attilio Demaria   |
|    | Italia (bandiera)    | C     | Aldo Campatelli   |
|    | Italia (bandiera)    | C     | Andrea Milani     |

| N. |                      | Ruolo | Calciatore         |
| -- | -------------------- | ----- | ------------------ |
|    | Italia (bandiera)    | C     | Enrico Candiani    |
|    | Argentina (bandiera) | C     | Victor José Pozzo  |
|    | Italia (bandiera)    | C     | Felice Mariani     |
|    | Italia (bandiera)    | C     | Giuseppe Castelli  |
|    | Italia (bandiera)    | C     | Renato Olmi        |
|    | Italia (bandiera)    | C     | Carlo Zoppellari   |
|    | Italia (bandiera)    | A     | Annibale Frossi    |
|    | Italia (bandiera)    | A     | Umberto Guarnieri  |
|    | Italia (bandiera)    | A     | Giorgio Barsanti   |
|    | Italia (bandiera)    | A     | Pietro Ferraris II |
|    | Italia (bandiera)    | A     | Vittorio Coccia    |
|    | Italia (bandiera)    | A     | Pietro Rebuzzi (I) |